# 房县黄耆
房县黄耆（学名：Astragalus fangensis）为豆科黄芪属的植物，为中国的特有植物。分布于中国大陆的湖北等地，生长于海拔1,300米的地区，一般生长在沟谷路旁草丛中，目前尚未由人工引种栽培。